# Бигоде
Жоан Феррейра (порт. João Ferreira; 4 апреля 1922, Белу-Оризонти — 31 июля 2003, Сан-Матеус, Эспириту-Санту), более известен под именем Бигоде (порт. Bigode) — бразильский футболист, защитник.

## Карьера
Бигоде начал свою карьеру играя за любительские клубы «Индустриал» и «Комбате». В 1940 году он перешёл в клуб «7 сентября», выступавший в родном штате Минас-Жерайс, там он неплохо проявил себя, после чего его взяли в команду одного из лидеров бразильского футбола, клуб «Атлетико Минейро», с которым Бигоде дважды выигрывал чемпионат штата.
В 1943 году Бигоде перешёл в клуб «Флуминенсе» и выступал за этот клуб до 1949 года, выиграв один чемпионат Рио-де-Жанейро. Затем Бигоде выступал за клуб «Фламенго», где дебютировал 14 января 1950 года в матче с «Васко да Гама», а последнюю игру провёл 29 декабря 1951 года с клубом «Олария». Всего же за «Фламенго» Бигоде выступал в 70-ти матчах. Завершил карьеру Бигоде во «Флуминенсе», за который провёл, в общей сложности, 396 матчей и забил 1 гол.
В сборной Бразилии Бигоде играл с 1949 по 1950 год. Он был участником чемпионата Южной Америки, где бразильцы победили, и чемпионата мира, на котором Бразилия «довольствовалась» серебряными медалями. После чемпионата мира Бигоде был объявлен, наряду с Моасиром Барбозой и Флавио Костой, одним из главных виновников поражения: второй гол, забитый уругвайцами был во многом виной Бигоде, оставшегося последним защитником перед воротами и легко обыгранного Хиххией. Также обвинял Бигоде, что тот ничего не ответил Обдулио Вареле, давшего Бигоде пощёчину в первом тайме, хотя сам бразилец говорил, что с Варелой они лишь разговаривали без применения силы. Всего за сборную Бигоде провёл 11 матчей.
Умер Бигоде в возрасте 82-х лет, ночью в четверг из-за сепсиса и нарушения кровообращения, вызванных хронической пневмонией, которой экс-футболист страдал в старости. Бигоде был похоронен на кладбище в Белу-Оризонти.

## Достижения
- Чемпион штата Минас-Жерайс: 1941, 1942
- Чемпион штата Рио-де-Жанейро: 1946
- Чемпион Южной Америки: 1949
- Обладатель кубка Освалдо Круза: 1950
- Обладатель кубка Рио-Бранко: 1950
- Обладатель кубка Рио: 1952